# Fanny Crosby
Pour les articles homonymes, voir Crosby.
Frances Jane van Alstyne, connue sous le nom de Fanny Crosby, née le 24 mars 1820 et morte le 12 février 1915, est une missionnaire américaine, poète, parolière et compositrice d'hymnes religieux. Elle a été l'une des plus prolifiques hymnistes de l'histoire avec près de 8 000 hymnes et chants de gospel à son actif bien qu'elle soit aveugle depuis son enfance. Elle a été qualifiée de « reine des écrivains de chants de gospel » et de « mère du chant congrégationaliste moderne en Amérique ». Très prolifique, elle utilise près de 200 pseudonymes différents pendant sa carrière, certains éditeurs ne voulant pas trop d'hymnes de la même personne dans leurs livrets,.

## Biographie

### Enfance et éducation
Frances Jane Crosby est née dans le village de Brewster dans l'État de New York. Elle est la fille unique de John Crosby et de sa seconde femme, Mercy Crosby, tous deux proches d'Enoch Crosby, espion durant la Guerre d'indépendance. Selon Bernard Ruffin, les parents de Fanny Crosby sont cousins au premier degré : « by the time Fanny Crosby came to write her memoirs [in 1906], the fact that her mother and father were related... had become a source of embarrassment, and she maintained that she did not know anything about his lineage ». Fière de son héritage puritain, son arbre généalogique remonte jusque Anna Brigham et Simon Crosby qui arrivèrent à Boston en 1635 et fondèrent l'Université Harvard. Elle est membre des Filles de la Révolution américaine à Bridgeport dans le Connecticut. Par son père, elle est proche du ministre presbytérien Howard Crosby et de son fils abolitionniste, Ernest Howard Crosby et des chanteurs Bing et Bob Crosby.
À l'âge de six semaines, Fanny Crosby attrape froid et développe une inflammation au niveau des yeux. Des cataplasme à la moutarde sont appliqués pour traiter le mal. Selon elle, ce traitement endommagea ses nerfs optiques et la rendit aveugle, mais selon des études récentes, elle aurait été aveugle de naissance sans que ses parents ne le remarquent,.
John Crosby meurt en 1820 alors que Fanny est âgée de six mois. Elle est élevée par sa mère et la mère de celle-ci, Eunice Paddock Crosby. Elles l'élèvent dans la foi chrétienne, lui apprennent par cœur de longs passages de la Bible et elle devient une membre active de l'Église méthodiste épiscopale de John Street à Manhattan.
À l'âge de trois ans, sa famille déménage à Salem dans le New Jersey, là où Eunice fut élevée. En avril 1825, elle est examinée par Valentine Mott, qui conclut qu'elle est inopérable et qu'elle restera aveugle toute sa vie. À l'âge de 8 ans, elle écrit son premier poème, qui décrit son état. Pour elle, le fait d'être aveugle est un don de Dieu : « It seemed intended by the blessed providence of God that I should be blind all my life, and I thank him for the dispensation. If perfect earthly sight were offered me tomorrow I would not accept it. I might not have sung hymns to the praise of God if I had been distracted by the beautiful and interesting things about me ». Selon sa biographe Annie Wilis, « had it not been for her affliction she might not have so good an education or have so great an influence, and certainly not so fine a memory »
En 1828, Mercy et Fanny déménagent chez Mrs. Hawley à Ridgefield. Là, elles fréquentent l'église presbytérienne du village où Fany Crosby mémorise chaque semaine, cinq chapitres de la Bible. À l'âge de 15 ans, elle connait par cœur quatre gospels, le Pentateuque, le Livre des Proverbes, le Chant de Salomon et des psaumes. En 1832, un professeur de musique vient deux fois par semaine donner des cours de chant à Fanny Crosby et à d'autres enfants. À la même période, elle commence à chanter des hymnes à l'Église méthodiste épiscopale de sa ville.
Elle entre à l'Institution pour aveugles de New-York en 1835 pour ses 15 ans. Elle y passe huit ans en tant qu'élève puis deux ans de plus en tant que pupille diplômée pour y apprendre le piano, l'orgue, la harpe, la guitare et le chant. Pendant ses années d'étude, sa mère se remarie et a trois autres enfants. Son époux l'abandonne en 1844.

### Début de carrière
Après l'obtention de son diplôme en 1843, elle rejoint un groupe de lobbyistes pour l'éducation des aveugles à Washington. Elle est la première femme à parler au Sénat des États-Unis où elle lit un poème,:

« O ye, who here from every state convene,

Illustrious band! may we not hope the scene

You now behold will prove to every mind

Instruction hath a ray to cheer the blind »

Elle fait partie des étudiants qui donnent un concert au Congrès le 24 janvier 1844. Elle y récite une composition originale demandant une véritable éducation pour les aveugles dans tous les États. Quelques jours plus tard, elle fait partie d'un groupe d'étudiants aveugles qui donnent une représentation devant des notables de Trenton dans le New Jersey, où elle récite, là encore, un poème original appelant à une éducation pour les aveugles. Elle récitera aussi un poème devant le président américain de l'époque, James K. Polk en 1845.
En avril 1846, Fanny Crosby parle à la tribune devant le Congrès américain, avec une délégations des institutions pour aveugles de Boston et de Philadelphie. Elle témoigne avant le comité du congrès sur le sujet puis joue à la Maison-Blanche devant le président et sa femme, :

« Our President! We humbly turn to thee –

Are not the blind the objects of thy care? »

À cette période, elle est professeure de grammaire, rhétorique et histoire à l'Institution pour aveugles de New-York. Là, elle y rencontre Grover Cleveland, futur président des États-Unis qui a alors 17 ans. Il lui écrit une recommandation qu'elle met dans son autobiographie en 1908 et  lui écrit un poème, lu lors de la transformation de la maison d'enfance de Cleveland en mémorial en 1913.

## Carrière

### Poésie
Son premier poème avait pour thème un meunier malhonnête, poème qui est envoyé sans qu'elle ne le sache à P. T. Barnum qui le publie dans le Herald of Freedom. Elle est examinée par un phrénologiste écossais, George Combes, qui la considère comme une "poétesse née". L'Institut pour aveugles dans lequel elle enseigne s'oppose à son activité de poétesse mais finit par embaucher Hamilton Murray pour lui apprendre la composition poétique.
En 1841, le New York Herald publie l'éloge écrit par Fanny Crosby à la mémoire du président William Henry Harrison, ce qui lance sa carrière littéraire. Elle est publiée par le The Saturday Evening Post, le Clinton Signal, le Fireman's Journal et le Saturday Emporium.
Elle n'est pas très enthousiaste à l'idée que ses poèmes soient publiés car elle les voit comme des « productions inachevées » mais l'idée qu'ils permettent de lever des fonds pour l'Institut la convainc. Son premier recueil A Blind Girl and Other Poems est publié en avril 1844 ; il contient An Evening Hyn, basé sur le psaume 4:8, qu'elle décrit comme son premier hymne publié. En 1853, elle publie Monterey and Other Poems qui inclut des poèmes sur la Guerre américano-mexicaine et un autre demandant aux États-Unis d'aider les irlandais victimes de la Grande Famine. Dans son autobiographie publiée en 1903 par Will Carleton, elle avoue qu'elle était « triste et dépressive à cette époque ».
En 1853, son poème The Blind Orphan Girl est intégré au recueil de Caroline M. Sawyer, The History of the Blind Vocalists. Son troisième ouvrage A Wreath of Columbia's Flowers est publié en 1858 au moment où elle quitte l'Institut pour aveugles et se marie. Il contient quatre histoires courtes et trente poèmes.

### Chansons populaires
Avec l'aide de Georges F. Root, elle écrit environ 60 chansons populaires entre août 1851 et 1857 ainsi que des minstrel show. Ces derniers étant mal vu aujourd'hui par les institutions chrétiennes et les musiciens classiques, ils sont souvent occultés. Pendant de nombreuses années, Fanny Crosby est payée 1 $ ou 2 $ par poème, tous les droits musicaux retenus par le compositeur ou l'éditeur de la musique.
À l'été 1851, George Root et Fanny Crosby donnent des cours à la North Reading Musical Institute à North Reading, Massachusetts. Leur première chanson, Fare Thee Well, Kitty Dear (1851) est écrite par Crosby sur l'idée de Root, où elle décrit le « la peine d'une homme de couleur à la mort de son amour ». Elle est écrite spécialement pour les ministrels d'Henry Woods et publiée par John Andrews. En 1852, Root signe un contrat de trois ans avec les éditions William Hall & Son.
Fanny Crosby continue de travailler à la North Reading Musical Institute, où elle écrit les paroles des chansons suivantes dont Bird of the North et Mother, Sweet Mother, Why Linger Away ?. Leur premier succès est The Hazel Dell en 1853, une ballade sentimentale décrit par son éditeur comme « a very pretty and easy song, containing the elements of great popularity ». Elle devient une des chansons les plus populaires du pays, jouée dans les ministrels d'Henry Wood et dans ceux de Christy, se vendant à plus de 200,000 copies.
Vers la fin de l'année 1953, William Hall & Son sortent Greenwood Bell qui décrit les funérailles d'un enfant, d'un adolescent, d'une vieille personne au Greenwood Cemetery. Leur chanson, There's Music in the Air de 1854 devient un hit et est listée dans la Variety Music Cavalcade comme l'une des chansons les plus populaires de l'année. Elle deviendra une chanson de l'Université de Princeton.
À la fin du contrat avec les éditions William Hall & Son en 1855, Fanny Crosby et George Root publient Six Songs by Wurzel chez S. Brainard's Sons à Cleveland. La plus connue est Rosalie, the Prairie Flower, qui parle de la mort d'une petite fille et qui est joué dans les ministrel de Christy dans les années 1850. Plus de 125,000 copies de la partition sont vendues et rapportent 3,000 $ à Root - et presque rien à Crosby. Elle écrit aussi les paroles pour d'autres compositeurs dont There is a Bright and Sunny Spot -1856) pour Clare W. Beames.

### Cantates
Entre 1852 et 1854, Fanny Crosby écrit les livrets de trois cantates pour Root. Le premier est The Flower Queen; The Coronation of the Rose, souvent décrit comme le « the first secular cantata written by an American », une « opérette populaire », « illustration du romantisme du xixe siècle américain ». Dans son autobiographie, elle explique le thème de ce cantate : 

« an old man becoming tired of the world, decides to become a hermit; but, as he is about to retire to his lonely hut, he hears a chorus singing, "Who shall be queen of the flowers?" His interest is at once aroused; and on the following day he is asked to act as judge in a contest where each flower urges her claims to be queen of all the others. At length the hermit chooses the rose for her loveliness; and in turn she exhorts him to return to the world and to his duty. »

The Flower Queen est joué sur scène pour la première fois le 11 mars 1853 par les élèves du Jacob Abbott's Springer Institute et repris par les élèves de Root à la Rutgers Female Institute. Elle fut jouée environ 1 000 fois dans tous les États-Unis dans les quatre premières années suivant sa publication. Ce hit offre notoriété et fortune à Root, un peu moins à Crosby.
Leur second cantate est Daniel, or the Captivity and Restoration, basé sur l'histoire de Daniel dans l'Ancien Testament. Il est composé pour la chorale de Root, à la l'église presbytérienne de Mercer Street à Manhattan,. Il comprend 35 chansons, dont la musique est composée par William Batchelder Bradbury et les paroles par Fanny Crosby et Chauncey Marvin Cady étudiant au séminaire théologique de New-York. Elle sera jouée pour la première fois le 15 juillet 1853 par les étudiants de George Root à New-York.
En 1854, ils collaborent à l'écriture de The Pilgrim Fathers, qui selon sa biographe « décrit une lecture évangélique de l'histoire américaine ». Elle écrit aussi le livret pour le cantate The Excursion, sur les musiques Theodore Edson Perkins, un professeur de musique baptiste, fondateur de la maison d'édition Brown & Perkins,. En 1886, Fanny Crosby et William Howard Doane écrivent Santa Claus' Home; or The Christmas Excursion, un cantate de Noël publié chez Biglow & Main.

### Chansons politiques
En plus de poèmes écrit lors de la visite de personnalités, Crosby écrit des chansons de nature politique, comme la guerre américano-mexicaine ou la Guerre de Sécession.
Depuis l'élection présidentielle de 1840, elle est une fervente démocrate et écrit de la poésie contre le candidat du parti whig, William Henry Harrison. En 1852, elle change de camp et rejoint le parti whig, anti-esclavagiste pour qui elle écrit le poème Carry Me On. Bien qu'elle se considère comme démocrate à cette époque, elle admire le chef du parti whig, le sénateur Henry Clay qui visita en 1848, l'Institut pour aveugles où vivait Fanny Crosby.
Elle est une abolitionniste et partisane d'Abraham Lincoln et du parti républicain tout juste créé. Après la Guerre de Sécession, elle devient  partisanne de la Grande armée de la république.

### Chansons patriotiques
Selon Edith Blumhofer, pendant la Guerre de Sécession, Fanny Crosby se fait une place dans la poésie patriotique. Elle écrit de nombreux poèmes favorable aux États du Nord dont Dixie for the Union en 1861 sur l'air de la chanson populaire Dixie qui deviendra plus tard un hymne patriotique des États confédérés américain.
Elle est l'auteure des paroles avec William B. Bradbury de la musique de la chanson patriotique There is a Sound Among the Forest Trees, peu après leur rencontre en février 1864. Le texte encourage les volontaires à rejoindre les forces de l''Union et fait de nombreuses références à l'histoire des États-Unis dont les pères pèlerins et la Bataille de Bunker Hill.
À la même période, elle écrit Song to Jeff Davis, à la demande de Jefferson Davis, le président des États Conférés, pour montrer la moralité de cause de l'Union : « Our stars and stripes are waving, And Heav'n will speed our cause ». Elle est aussi l'auteur de Good-By, Old Arm, un hommage aux soldats blessés sur la musique de Philip Philips, Our Country et A Tribute (to the memory of our dead heroes.
À la fin de l'année 1908, elle écrit des poèmes pour les Filles de la Révolution américaine, dont The State We Honor, où elle fait l'éloge de son État d'adoption, le Connecticut.

## Fin de carrière (1864-1915)
Fanny Crosby est « la plus prolifique des écrivains de chants sacrés américain du XIXe siècle ». À la fin de sa vie, elle a écrit près de 9 000 hymnes, obligée de les signer sous 200 pseudonymes différents par ses éditeurs qui voulaient cacher la place qu'elle prenait dans leurs publications,.
Les ouvrages contenant ses chansons se seraient vendus à plus de 100 millions d'exemplaires. Malgré cela, au regard du peu de reconnaissance offert aux paroliers à son époque, « comme nombre d'entre eux, Fanny Crosby fut abusée par la loi sur copyright qui donnait les droits non au parolier mais au compositeur de la musique... Crosby était payée au forfait, 1 $ ou 2 $ par hymne ». Dans son autobiographie, elle avoue avoir écrit ces hymnes par foi et non pour la rétribution, donnant ses droits d'auteur à des « causes notables ».
Selon le Dictionary of American Religious Biography, « by modern standards her work may be considered mawkish or too sentimental. But their simple, homey appeal struck a responsive chord in Victorian culture. Their informal ballad style broke away from the staid, formal approach of earlier periods, touching deep emotions in singers and listeners alike. Instead of dismissing her words as maudlin or saccharine, audiences thrilled to them as the essence of genuine, heartfelt Christianity ». Ses hymnes étaient populaires car ils « mettaient l'accent sur les expériences religieuses, les émotions et les témoignages » et reflétaient « une sentimentale, romantique relation entre le croyant et Dieu ».
Ann Douglas pense que Fanny Crosby est l'auteure féminine qui permit d'« émasculer la religion américaine », la faisant passer d'un « calvinisme rigoureux » à une « culture de masse sentimentale et anti-intellectuelle ». Des études féministes suggèrent qu'elle a permis de révéler et d’accélérer la féminisation de l’évangélisation américaine.
Ses hymnes sont publiés par des maisons d'éditions connues :
- William B. Bradbury publie Golden Censer en 1864[60], un livre d'hymnes pour l'école religieuse du dimanche vendu à près de 3 millions de copies[61].
- Pendant quelques années, elle écrit trois hymnes par semaine pour Hubert Main, de Biglow & Main Co[6]. La maison d'édition achète 5.900 poèmes pour ses livres d'école du dimanche et publie près de 2.000 d'entre eux[16].
- L'éditeur méthodiste Philip Philips, pour qui Crosby écrit un cycle de quarante poèmes basé sur l'ouvrage Pilgrim's Progress[39] et les paroles d'environ 525 hymnes[18].

### Travail avec ses collaborateurs
Howard Doane est un industriel qui devient le principal collaborateur de Fanny Crosby dans l'écriture de chansons de gospel, composant la mélodie d'environ 1.500 d'entre elles. Ils collaborent à travers les publications de Biglow & Main mais aussi pour l'église baptiste de Doane.
Dans les années 1868, Crosby rencontre la riche méthodiste Phoebe Palmer Knapp, mariée à Joseph Fairchild Knapp, cofondateur de la MetLife. Le couple publie des livres de cantiques utilisés pour l'école du dimanche de l'Église méthodiste épiscopale Saint John à Brooklyn, qu'il a dirigé pendant 22 ans. Leur première collaboration sera Notes of Joy, le premier livre de cantique édité par Knapp qui participe à la création des airs de 94 des 172 hymnes. Knapp fournit la musique pour quatorze des 21 hymnes créés par Fanny Crosby.
De 1871 à 1908, elle travaille avec Ira Sankey, qui lui permet de se faire un nom chez les protestants dans le monde entier. La troupe d'évangélisation de Sankey et Dwight L. Moody promeut les hymnes de Fanny Crosby à travers les États-Unis et la Grande-Bretagne. Crosby et Sankey sont des amis proches, cette dernière vivant régulièrement chez eux comme lors de du rassemblement annuel des travailleurs chrétiens en 1886. Après que la vue de Sankey est détruite par un glaucome en mars 1903, leur amitié se renforcent et ils continuent tous les deux d'écrire des hymnes ensemble sur l'harmonium de Sankey.

### Processus d'écriture
Crosby décrit son travail d'écriture comme désuet : « It may seem a little old-fashioned, always to begin one’s work with prayer, but I never undertake a hymn without first asking the good Lord to be my inspiration ». Elle est capable d'écrire six ou sept hymnes par jour. Elle les travaille de tête avant de les faire transcrire par un secrétaire. À une occasion, elle a composé 40 hymnes dans sa tête avant de les faire transcrire.
En 1906, elle compose les paroles et la musique de The Blood-Washed Throng, qui sera publié et sous copyright au nom de la chanteuse de gospel, Mary Upham Currier, une de ses lointaines cousines qui est une chanteuse connue. Elle a appris la musique auprès de George F. Root jusqu'en novembre 1850.

## Fin de vie

### 1865-1880
Crosby soutient l'American Female Guardian Society and Home for the Friendless (fondée en 1834) sur la 29e rue, pour qui elle écrit un hymne en 1865, chanté par les enfants de la Maison. Elle écrit More Like Jesus Would I Be en juin 1867 pour le sixième anniversaire de la Maison de la Mission Howard pour les Petits Vagabonds, à New Bowery, Manhattan.
Elle est inspirée pour l'écriture de Pass Me Not, O Gentle Saviour après avoir participé à un service religieux à la prison de Manhattan en 1868, après que certains prisonniers lui aient fait remarquer qu'ils étaient abandonnés par Dieu. Doane met l'hymne en musique et le publie dans Songs of Devotion en 1870. C'est son premier hymne connu à l'international grâce aux croisades d'évangélisation de Sankey et Moody en Grande-Bretagne en 1874. Selon eux, aucun hymne n'était plus populaire que celui-ci à Londres en 1875.
En avril 1868, Fanny Crosby écrit Fifty Years Ago pour le cinquantenaire de la New-York Port Society, fondée en 1818 pour la « promotion du gospel chez les marins du port de New York ». Deux mois plus tard, elle assiste chaque semaine aux réunions organisées par la Mission interconfessionnelle de la ville de New York. Après une de ses allocution, un jeune décide de se convertir, ce qui lui inspira les paroles de Rescue the Perishing,.

### 1880-1900
À l'âge de 60 ans, en 1880, Fanny Crosby « s'engage auprès du Christ pour aider les plus démunis » et dévouer le reste de sa vie à son travail d'évangélisation. Elle continue de vivre dans un appartement minable au 9 Frankfort Street, près d'un des pires taudis de Manhattan jusqu'en 1884.
Pendant les trois décennies suivants, elle devient la Tante Fanny dans diverses missions d'évangélisation. Elle parle aussi aux Young Men's Christian Association, dans les églises et les prisons à propos des besoins des plus démunis. Elle s'investit aussi dans l'aide à Frances Willard et à la Woman's Christian Temperance Union, en accord avec son idée de l'abstinence ou de la modération concernant la consommation d'alcool. Par exemple, les paroles de The Red Pledge préconise une abstinence totale concernant l'alcool.
À partir de 1880, elle supporte la Water Street Mission, la première mission d'évangélisation d'Amérique, fondée pour aider les alcooliques et les chômeurs. Jerry McAuley, le fondateur, est un ancien alcoolique, converti au christianisme à Sing Sing en 1864 et sa femme, Maria, se considère comme une « femme perdue »,.
Pendant deux décennies, à partir de novembre 1881, elle s'investit dans la Bowery Mission, qui l'accueille en tant que ministre du culte lors de réunions en soirée. Elle parle à de larges foules lors du rassemblement anniversaire de la mission jusqu'à ce que l'immeuble brûle en 1897. Elle récite aussi des poèmes mis en musique par Victor Benke, l'organiste de la mission entre 1893 et 1897.
Jerry et Maria McAuley ouvrent la Cremorne Mission en 1882 à Cremorne Garden, comme une tête de pont face au vice et à la débauche. Fanny Crosby assiste aux services du soir où des chansons de gospel écrites par Doane et elle sont chantées. Elle écrit une prière après la mort de Jerry McAuley en 1884 qui entrera dans recueils des chansons de secours : 

« Lord, behold in Thy compassion

Those who kneel before Thee now;

They are in a sad condition

None can help them, Lord, but Thou.

They are lost, but do not leave them

In their dreary path to roam;

There is pardon, precious pardon

If to Thee by faith they come. »

La majorité des missions d'évangélisation pour lesquelles elle travaille suivaient la doctrine wesleyienne/holiness dont la Porte de l'Espoir fondée par Emma Whittemore le 25 octobre 1890. Elle devient un « refuge et une maison pour les filles de bonnes familles qui furent séduites »,.

### Dernières années (1900-1915)
Durant ses dernières années, Fanny Crosby écrit de moins en moins mais continue son engagement dans les missions d'évangélisation jusque sa mort. 
Ses amis dont Doane, Phoebe Knapp et Sankey continuent de l'aider financièrement, bien qu'elle donne régulièrement tout ce qu'elle a aux plus démunis qu'elle. Son éditeur de longue date, Biglow & Main, lui offre une rente de $8 par semaine en reconnaissance de sa contribution à sa fortune, bien qu'elle lui propose moins de textes qu'avant. Ses amis pensent que Biglow & Main compensait le fait de l'avoir sous-payé pendant de nombreuses années et lui offrait la possibilité de vivre confortablement ses dernières années.
Son cœur commence à lâcher en mai 1900 et ses demi-sœurs la persuadent de partir habiter dans la maison de Will Carleton à Bridgeport dans le Connecticut. Ensuite, elle part vivre avec sa demi-sœur, veuve, Julia "Jules" Athington et la sœur de celle-ci, Caroline "Carrie" W. Rider,, d'abord dans une chambre avant d'emménager dans un véritable appartement en 1906. Elle devient membre de la congrégation de la Première Église méthodiste de Bridgeport en 1804. Son époux meurt le 18 juillet 1902 à Brooklyn mais elle n'assiste pas à ses funérailles, ne pouvant voyager au vu de sa santé.

## Mort
Fanny Crosby meurt à Bridgeport d'une athérosclérose et d'une hémorragie cérébrale le 12 février 1915, à l'âge de 94 ans. Elle est enterrée au cimetière de Mountain Grove, près de sa mère et des autres membres de sa famille. À sa requête, sa pierre tombale est de petite taille, avec cette épitaphe : « Aunt Fanny: She hath done what she could; Fanny J. Crosby »

### Fanny Crosby Day
Le dimanche 26 mars 1905, le Fanny Crosby Day est célébré pour la première fois dans plusieurs églises autour du monde, en honneur de son 85e anniversaire, deux jours plus tôt. Ce jour-là, elle assiste au service de la Première église Baptiste de Bridgeport dont Carrie Rider est membre ; elle fait un discours qui lui rapporte 85 $.
En mars 1925, près de 3 000 églises aux États-Unis célèbrent le Fanny Crosby Day à l'occasion du 105e anniversaire de sa naissance.

## Foi chrétienne
Elle est membre de l'Église baptiste de la 6e avenue à Brooklyn qui existe depuis 1867. Elle sert comme missionnaire baptiste, diaconesse et prédicateur laïc. Elle écrit pour eux des hymnes, dont All the Way My Savior Leads Me.
Une épidémie de choléra contamine New York entre mai et novembre 1849 et elle revient à l'Institut pour aveugles de son adolescence comme infirmière. Lorsque l'institut rouvre en novembre, sa biographe écrit qu'elle semble « usée, languissante, voire déprimée ».
Elle fréquente de nombreuses églises jusqu'en 1887 dont l'Église des Pères fondateurs à Brooklyn, l'Église épiscopale de la Trinité et l'Église néerlandaise réformée à North West. Plus tard, elle dira que son prédicateur préféré fut Theordore Ledyard Cuyler, le ministre du culte de l'Église néerlandaise réformée de North East.
La croyance veut qu'elle ait été une membre de l'Église méthodiste épiscopale sur John Street à Manhattan mais il n'existe aucune preuve contemporaine. En 1869, elle est membre de l'Église méthodiste épiscopale à Chelsea.
Il existe peu de preuves de son implication dans le mouvement de sainteté de la fin du XIXe siècle mais elle visite régulièrement le camp méthodiste d'Ocean Grove dans le New Jersey en tant qu'invitée entre 1877 et 1897.
En 1877, elle rencontre William J. Kirkpatrick, un des compositeurs de chansons de gospel les plus prolifiques et membre du mouvement de sainteté. Elle le surnomme "Kirkie" et écrit de nombreux hymnes avec lui. Certains renvoient au wesleyanisme avec son appel aux chrétiens dans I Am Thine, O Lord en 1875. 
Dix ans plus tard, elle rejoint l'Église méthodiste épiscopale du Cornell Memorial en tant que « confession de foi ».

## Vie privée
À l'été 1843, Fanny Crosby rencontre Alexander van Alstyne Jr. (aussi écrit van Alstine ou van Alsteine). Lui aussi est aveugle et a fait ses études dans le même institut que Fanny Crosby, où il fut un de ses élèves,. Il est professeur à l'Institut pendant deux ans que durent leurs fiançailles, à partir de 1855. Trois jours avant leur mariage, ils démissionnent de leurs postes et se marient le 5 mars 1858 à Maspeth, New York,. Après leur mariage, ils vivent dans une maison dans le village de Maspetg (qui deviendra un quartier du Queens).
À la demande de son mari, elle continue de publier sous son nom de jeune fille, Crosby, mais prend son nom pour tout ce qui concerne les documents légaux. Selon sa biographe : « malgré son éducation, son écriture à peine lisible et sur les documents légaux, elle signait de son nom avec un X assisté par un ami »
En 1859, ils ont une fille nommée Frances qui meurt dans son sommeil quelques jours après sa naissance, peut-être d'une fièvre typhoïde même si Darlene Neptune, une de ses biographe, penche plutôt pour la mort subite du nourrisson. Après cette tragédie, les van Alstynes deviennent solitaires. Fanny Crosby ne parlera jamais du fait qu'elle fut mère, sauf dans quelques interview à la fin de sa vie où elle dira : « Now I am going to tell you of something that only my closest friends know. I became a mother and knew a mother's love. God gave us a tender babe but the angels came down and took our infant up to God and to His throne ».
Pendant que Fanny Crosby écrit des poèmes et des textes de chansons, son époux joue de l'orgue dans deux églises de New York, et donne des leçons particulières de musique. Le couple gagne de quoi vivre confortablement mais Crosby avait « d'autres priorités et a donné tout ce qui n'était pas nécessaire à leur vie quotidienne ». Ils organisent des concerts dont la moitié des bénéfices sont reversés à des associations d'aide pour les plus démunis, concerts où elle récite ses poèmes et chansons pendant qu'il joue. Il écrit une partie de la musique pour sa poésie, bien que ses goûts soient plus vers les mélodies sans paroles. Travaillant sur un livre de cantiques écrit entièrement par eux, ils voient leur proposition refusée par les éditions Biglow & Main - qui considèrent que personne n'achètera un livre de cantiques contenant des hymnes de seulement deux compositeurs. En 1874, les van Alstyne vivent dans un dénuement complet. Pendant de nombreuses années, les van Alstyne vivent une vie maritales peu commune, vivant ensemble que par intermittence. En 1880, ils se séparent.
Van Alstyne accompagnent rarement Fanny Crosby lors de ses voyages ou de ses vacances.  Bien qu'ils vivent loin l'un de l'autre pendant près de deux décennies, elle tente de maintenir une relation cordiale, gardant contact et prenant soin l'un de l'autre. Par exemple, Alexander van Alstyne joue du piano lors de la 3e réunion annuelle de la Underhill Société of America le 15 juin 1895 pendant que Fanny Crosby lit une ode au capitaine John Underhill. La seule fois où elle admettra que son couple n'était pas heureux, ce sera en 1906, dans le livre Will Carleton, This Is My Story.
En 1896, Crosby quitte Manhattan et emménage dans un appartement dans un quartier pauvre de Brooklyn, vivant avec des amis dans South Third Street, près de la maison de Ira Sankey et de sa femme Fannie ainsi que de la maison de Phoebe Knapp.